# Sergio Siglienti
Sergio Siglienti (Sassari, 19 maggio 1926 – Milano, 24 maggio 2020) è stato un banchiere ed economista italiano, amministratore delegato (dal 1987) e presidente dal 1990 al 1994 della Banca Commerciale Italiana.

## Biografia
Nasce a Sassari nel 1926, figlio di Stefano, ministro delle Finanze nel secondo governo Bonomi e membro della Consulta Nazionale e di Ines Berlinguer, zia dei fratelli Enrico e Giovanni Berlinguer, dirigenti del PCI. 
Dopo essersi laureato in Giurisprudenza presso la Sapienza - Università di Roma nel 1948, nel 1951 entra a Milano nella Banca Commerciale Italiana (Comit), uno dei maggiori istituti di credito italiani. Viene quindi distaccato all'estero, dapprima presso la Comunità europea del carbone e dell'acciaio (CECA) dal 1958 al 1960, in seguito presso il Fondo Monetario Internazionale dove ricopre l'incarico di Direttore esecutivo italiano, e infine presso la Banca internazionale per la ricostruzione e lo sviluppo, per poi fare rientro alla Comit nel 1967 con il grado di Direttore.
Presso la Comit diventa Condirettore centrale nel 1969, e infine Direttore Centrale nel 1976. Nel gennaio 1987 ne diventa amministratore delegato e tre anni dopo, nel maggio 1990, presidente. Nel 1994 l'IRI cede la banca che poi si fonde con Banca Intesa e Siglienti lascia il suo incarico. Critico per i modi della privatizzazione, scriverà il volume Comit, una privatizzazione molto privata.
Nello stesso anno è nominato presidente della compagnia assicurativa INA Assitalia che manterrà sino al 2000 facendola diventare molto competitiva al punto da suscitare l'interesse delle Generali con un'offerta ostile.
Dal 1994, succedendo a Giovanni Spadolini assume la presidenza dell'Istituto italiano per gli studi storici, istituto culturale napoletano fondato nel 1946 da Benedetto Croce, incarico che lascerà nel 2002, sostituito da Natalino Irti.
Nel 1991 la città di Sassari gli ha conferito, insieme con il medico e genetista Licinio Contu, il premio "Candeliere d'oro speciale", nel campo economia e settore bancario, riservato ai cittadini che "con il loro operato hanno dato lustro e benemerenza a Sassari e alla Sardegna". 
Nel 1993 è stato nominato Cavaliere del lavoro.
È morto a Milano nel maggio 2020 all'età di 94 anni.

## Opere
- Una privatizzazione molto privata. Stato, mercato e gruppi industriali. Il caso Comit, Milano, Mondadori, 1996. ISBN 88-04-42490-7

## Vita privata
Era sposato con una tedesca, Yutta. Due i figli: Stefano e Ines.